# تپه قراولخانه
تپه قراولخانه مربوط به عصر برنز است و در شهرستان ملایر، بخش سامن، دهستان آورزمان، روستای دره امید علی واقع شده و این اثر در تاریخ ۲۶ اسفند ۱۳۸۷ با شمارهٔ ثبت ۲۶۱۴۷ به‌عنوان یکی از آثار ملی ایران به ثبت رسیده است.